# Now and Zen
A Now and Zen Robert Plant, a Led Zeppelin legendás énekesének szólóalbuma, amely 1988. február 29-én jelent meg Plant saját kiadója az Es Paranza gondozásában.
A Rhino Entertainment jelentette meg az újrakevert és három bónusz számmal bővített kiadását 2007. április 3-án. Az album szerepel a Nine Lives díszdobozos kiadáson is.

## Számok listája
1. Heaven Knows (Barratt, Johnstone) – 4:06
2. Dance on My Own (Crash, Johnstone, Plant) – 4:30
3. Tall Cool One (Johnstone, Plant) – 4:40
4. The Way I Feel (Boyle, Johnstone, Plant) – 5:40
5. Helen of Troy (Johnstone, Plant) – 5:06
6. 'Billy's Revenge (Johnstone, Plant) – 3:34
7. Ship of Fools (Johnstone, Plant) – 5:01
8. Why (Crash, Plant) – 4:14
9. White, Clean and Neat (Johnstone, Plant) – 5:28
10. Walking Towards Paradise (Williams) – 4:40

2007-ben újrakevert kiadás
1. Billy's Revenge (live) – 6:00
2. Ship of Fools (live) – 10:35
3. Tall Cool One (live) – 5:07

## Közreműködők
- Robert Plant – ének, producer
- Phil Johnstone – billentyűs hangszerek, producer
- Tim Palmer – producer
- Jimmy Page – fitár (az 1. és 3. számban)
- Doug Boyle – gitár
- Phil Scragg – basszusgitár
- Chris Blackwell – dobok, ütős hangszerek
- David Barratt – programozás, billentyűsök
- Marie Pierre – ének
- Toni Halliday – ének
- Kirsty MacColl – ének
- Rob Bozas – hangmérnök
- Martin Russell – hangmérnök

## Helyezések
Album – Billboard (Észak Amerika)
| Év   | Lista             | Helyezés |
| ---- | ----------------- | -------- |
| 1988 | The Billboard 200 | 6        |

Kislemezek – Billboard (Észak Amerika)
| Év   | Kislemez                 | Lista                  | Helyezés |
| ---- | ------------------------ | ---------------------- | -------- |
| 1988 | Dance on My Own          | Mainstream Rock Tracks | 10       |
| 1988 | Heaven Knows             | Mainstream Rock Tracks | 1        |
| 1988 | Ship of Fools            | Mainstream Rock Tracks | 3        |
| 1988 | Ship of Fools            | The Billboard Hot 100  | 84       |
| 1988 | Tall Cool One            | Mainstream Rock Tracks | 1        |
| 1988 | Tall Cool One            | The Billboard Hot 100  | 25       |
| 1989 | Walking Towards Paradise | Mainstream Rock Tracks | 39       |

## Külső hivatkozások
- Robert Plant hivatalos honlapja